# Paracanthocephaloides golvani
Paracanthocephaloides golvani is een soort haakworm uit het geslacht Paracanthocephaloides. De worm behoort tot de familie Arhythmacanthidae. Paracanthocephaloides golvani werd in 1984 beschreven door Chandra, Hanumantha-Rao & Shyamasundari.